# Маратонци трче почасни круг (мјузикл)
Маратонци трче почасни круг је српски позоришни мјузикл рађен по узору на представу и истоимени филм. Своју прву премијеру имао је 25. маја 2008. године у Позоришту на Теразијама. Мјузикл је режирао Кокан Младеновић, а кореографију је радила Мојца Хорват. Мјузикл има два чина.

## Главне улоге
- Максимилијан Топаловић- Владан Савић
- Аксентије Топаловић- Јанош Тот
- Милутин Топаловић- Душко Радовић
- Лаки Топаловић- Драган Вујић Вујке и Десимир Станојевић
- Мирко Топаловић- Иван Босиљчић
- Били Питон - Иван Јевтовић
- Кристина - Калина Ковачевић
- Ђенка Ђаво - Марко Живић и Гордан Кичић[1]
- Оља, кућна помоћница - Весна Паштровић

## Списак песама

### Први чин
1. Увертира
2. Крематоријум
3. Биоскоп
4. Аудиција
5. Пантелијина смрт
6. Љубавна серенада
7. Да спалимо деду
8. Тон филм
9. Шта ће бити са кућом
10. Ђенка Ђаво
11. Валцер за аудицију
12. Билијева коса
13. Слободни живот
14. Смрт је једини сигуран посао
15. Мирко гробар

### Други чин
1. Буди мушко
2. Пантелијина сахрана
3. Тема вожње
4. Није срамота бити го
5. Вампирски сонг
6. Сонг о женској слободи, модерна жена
7. Отварање тестамента
8. Убиство Кристине, куме немој да си курва
9. Опљачкани смо
10. Од данас сам ја газда
11. Финални обрачин
12. Мрзи све, изгази све